# Трудолюбовка (Житомирская область)
Трудолюбовка (укр. Трудолюбівка) — село на Украине, находится в Малинском районе Житомирской области.
Код КОАТУУ — 1823482603. Население по переписи 2001 года составляет 61 человек. Почтовый индекс — 11611. Телефонный код — 4133. Занимает площадь 0,568 км².

## История
В 1946 году указом ПВС УССР село Дермановка переименовано в Трудолюбовку.

## Адрес местного совета
11600, Житомирская область, Малинский р-н, с. Вышев